# Chelidonium siamense
Chelidonium siamense là một loài bọ cánh cứng trong họ Cerambycidae.